# Championnats du monde de badminton 2015
Navigation
Copenhague 2014 Glasgow 2017
Les championnats du monde de badminton 2015, vingt-deuxième édition des championnats du monde de badminton, ont lieu du 10 au 16 août 2015 à Jakarta, en Indonésie.

## Tirage au sort
Le tirage au sort a été effectué le 28 juillet 2015 au Museum Bank Indonesia (en) à Jakarta en Indonésie.

## Programme
Toutes les heures sont des heures locales (UTC+7).
| Date         | Heure   | Tour             |
| ------------ | ------- | ---------------- |
| 10 août 2015 | 09 h 00 | 1er tour         |
| 11 août 2015 | 09 h 00 | 1er tour         |
| 11 août 2015 | 09 h 00 | 2e tour          |
| 12 août 2015 | 09 h 00 | 2e tour          |
| 13 août 2015 | 11 h 00 | 8e de finale     |
| 14 août 2015 | 11 h 00 | Quarts de finale |
| 15 août 2015 | 11 h 00 | Demi-finales     |
| 16 août 2015 | 13 h 00 | Finales          |

## Nations participantes
349 joueurs de 47 pays participent à ces championnats. Le nombre entre parenthèses indique le nombre de participants par pays.
- Afrique du Sud (3)
- Allemagne (11)
- Angleterre (13)
- Argentine (2)
- Australie (6)
- Autriche (2)
- Belgique (3)
- Brésil (2)
- Bulgarie (4)
- Canada (12)
- Chine (26)
- Corée du Sud (17)
- Cuba (1)
- Danemark (13)
- Écosse (4)
- Égypte (2)
- Espagne (3)
- Estonie (2)
- États-Unis (10)
- Finlande (4)
- France (8)
- Guatemala (3)
- Hong Kong (8)
- Inde (18)
- Indonésie (28)
- Irlande (3)
- Israël (1)
- Italie (3)
- Japon (22)
- Lituanie (1)
- Malaisie (22)
- Nigeria (1)
- Norvège (1)
- Ouganda (1)
- Pays-Bas (9)
- Pérou (4)
- Philippines (4)
- Pologne (4)
- Tchéquie (6)
- Russie (17)
- Singapour (5)
- Suède (3)
- Suisse (1)
- Taipei chinois (18)
- Thaïlande (11)
- Turquie (2)
- Ukraine (3)
- Viêt Nam (2)

## Résultats

### Podiums
Dans le tableau ci-dessous figurent les podiums.
| Épreuve                           | Or                               | Argent                                    | Bronze                                    |
| --------------------------------- | -------------------------------- | ----------------------------------------- | ----------------------------------------- |
| Simple hommes résultats détaillés | Chen Long                        | Lee Chong Wei                             | Kento Momota                              |
| Simple hommes résultats détaillés | Chen Long                        | Lee Chong Wei                             | Jan Ø. Jørgensen                          |
| Simple dames résultats détaillés  | Carolina Marín                   | Saina Nehwal                              | Sung Ji-hyun                              |
| Simple dames résultats détaillés  | Carolina Marín                   | Saina Nehwal                              | Lindaweni Fanetri                         |
| Double hommes résultats détaillés | Mohammad Ahsan / Hendra Setiawan | Liu Xiaolong / Qiu Zihan                  | Hiroyuki Endo / Kenichi Hayakawa          |
| Double hommes résultats détaillés | Mohammad Ahsan / Hendra Setiawan | Liu Xiaolong / Qiu Zihan                  | Lee Yong-dae / Yoo Yeon-seong             |
| Double dames résultats détaillés  | Tian Qing / Zhao Yunlei          | Christinna Pedersen / Kamilla Rytter Juhl | Nitya Krishinda Maheswari / Greysia Polii |
| Double dames résultats détaillés  | Tian Qing / Zhao Yunlei          | Christinna Pedersen / Kamilla Rytter Juhl | Naoko Fukuman / Kurumi Yonao              |
| Double mixte résultats détaillés  | Zhang Nan / Zhao Yunlei          | Liu Cheng / Bao Yixin                     | Tontowi Ahmad / Liliyana Natsir           |
| Double mixte résultats détaillés  | Zhang Nan / Zhao Yunlei          | Liu Cheng / Bao Yixin                     | Xu Chen / Ma Jin                          |

### Tableau des médailles
| Rang  | Nation       | Or | Argent | Bronze | Total |
| ----- | ------------ | -- | ------ | ------ | ----- |
| 1     | Chine        | 3  | 2      | 1      | 6     |
| 2     | Indonésie    | 1  | 0      | 3      | 4     |
| 3     | Espagne      | 1  | 0      | 0      | 1     |
| 4     | Danemark     | 0  | 1      | 1      | 2     |
| 5     | Malaisie     | 0  | 1      | 0      | 1     |
| 5     | Inde         | 0  | 1      | 0      | 1     |
| 7     | Japon        | 0  | 0      | 3      | 3     |
| 8     | Corée du Sud | 0  | 0      | 2      | 2     |
| Total | Total        | 5  | 5      | 10     | 20    |